# Fort St. David
Das Fort St. David ist die Ruine einer Festung der Britischen Ostindien-Kompanie zum Schutz des Hafens von Cuddalore in Indien.

## Lage
Das Fort liegt unweit der Koromandelküste, etwa 20 Kilometer südlich von Puducherry (Pondichéry) und 160 Kilometer südlich von Chennai (Madras). Das Fort liegt nördlich der Altstadt von Cuddalore, nahe der damaligen, heute verlandeten, Mündung des heute Gadilam genannten Flusses in den Golf von Bengalen.

## Geschichte
Die Region gehörte Anfang des 17. Jahrhunderts zum Herrschaftsgebiet der Nayaks von Gingee. Im November 1608 schloss Thriyambamka Krishnappa Nayaka von Gingee ein Abkommen mit den Niederländern, das ihnen erlaubte, zum Schutz ihres Handels vor Übergriffen der mit ihnen verfeindeten Portugiesen, ein Fort am damals Devanampatnam oder Tegnapatam genannten Ort vor Cuddalore zu errichten. Der Bau wurde 1608 begonnen, womöglich auf bestehenden Fundamenten einer älteren Befestigung. Die Nayaks zogen die Erlaubnis spätestens 1610 zurück, nachdem die Portugiesen, Gingees Oberherren, das Vijayanagara-Reich, unter Druck gesetzt hatten, die niederländische Expansion zu verhindern. Daher wurde das Fort der Aufsicht eines hinduistischen Händlers überlassen, der das Fort weiter ausbauen ließ, während der Überseehandel mit verschiedenen europäischen Mächten über den Hafen von Cuddalore weiterging. Cuddalore wurde zu einer wichtigen Quelle für Sandelholz, Kampfer, Nelken, Muskatnuss, Muskatblüte, grünen Samt, Porzellan, Kupfer und Messing.
1677 geriet Gingee unter die Oberhoheit des Maratha-Reiches, dass 1689 aus Geldnot entschied, das Fort höchstbietend an eine der europäischen Mächte zu verkaufen. Nachdem auch mit den Niederländern und den Franzosen verhandelt worden war, setzten sich die Engländer durch und erwarben das Fort mit Vertrag vom 15. Juli 1690. Das Fort war damals bereits gut ausgebaut und verfügte über zwei massive Festungsringe zahlreiche steinerne Gebäude. Der Kauf umfasste über das Fort hinaus auch die angrenzenden Städte und Dörfer „innerhalb einer Kanonenschussweite“: Das beste den Briten verfügbare Geschütz wurde in verschiedene Himmelsrichtungen abgefeuert und das gesamte Land innerhalb seiner Reichweite, einschließlich der Stadt Cuddalore, ging in den Besitz der Engländer über. Die Verantwortlichen der Englischen Ostindien-Kompanie sicherten sich damit neben Fort St. George in Madras einen zweiten befestigten Stützpunkt, den sie aufgrund der zunehmenden politischen Instabilität in Südindien für wünschenswert hielten. Die Briten gliederten das Fort in die Präsidentschaft Madras ein. Der damalige englische Gouverneur von Madras, Elihu Yale, der aus Wales stammte, benannte das Fort nach Sankt David, dem Schutzpatron von Wales.

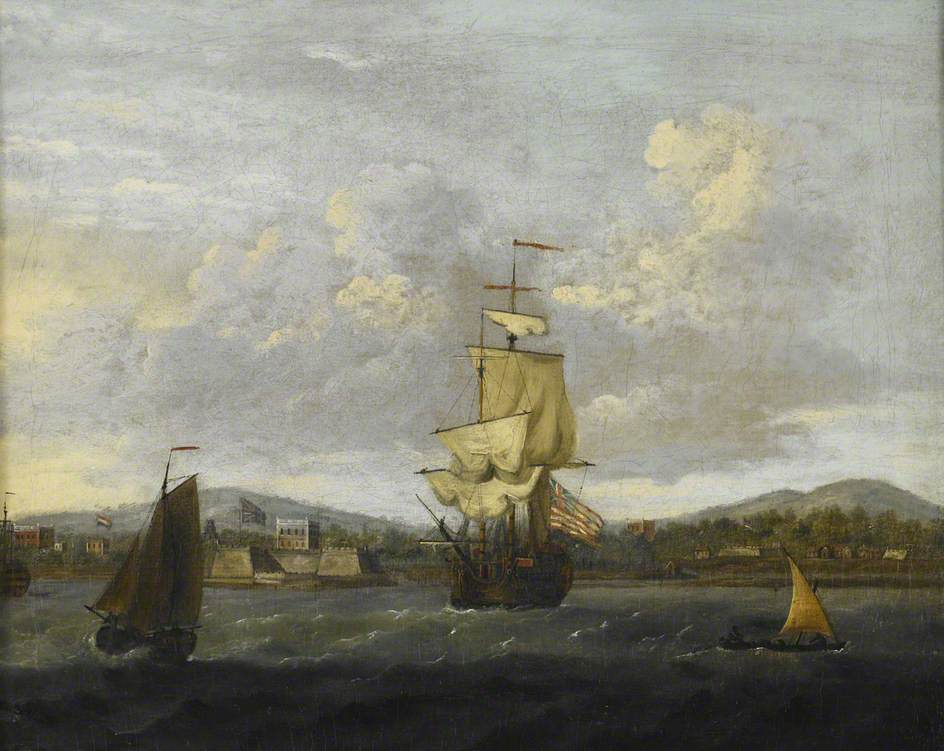
Fort St. David, um 1763

Die Englische Ostindien-Kompanie, die sich ab dem Act of Union 1707 Britische Ostindien-Kompanie nannte, ließ die Befestigungsanlagen ab 1725 deutlich ausbauen, so dass das Fort im 18. Jahrhundert zum zweiten britischen Machtzentrum in Südindien wurde. Insbesondere nachdem die Stadt Madras und Fort St. George im Rahmen des Ersten Karnatischen Krieg nach zweitägiger Belagerung am 10. September 1746 durch französische Truppen eingenommen worden war, verlegten die Briten den Regierungssitz der Präsidentschaft Madras nach Fort St. David und hielten dort am 17. Juni 1748 einem französischen Angriff stand. Nachdem die Engländer Madras 1748 im Rahmen des Friedens von Aachen zurückerhalten hatten, zog die Regierung am 5. April 1752 wieder zurück nach Fort St. George.
Während des Siebenjährigen Krieges bzw. des Dritten Karnatischen Krieges wurde Fort St. David 1758 von den Franzosen eingenommen, aber 1760 aufgegeben, als die Briten den französischen Hauptsitz Pondichéry angriffen. Im Rahmen des Zweiten Mysore-Krieges wurde Fort St. David 1782 erneut von den Franzosen eingenommen, die es im Juni und Juli 1783 gegen einen britischen Gegenangriff verteidigten. Nach Kriegsende, 1785, wurde es an die Briten zurückgegeben.
Als nach Ende der Koalitionskriege die französischen Bedrohung der britischen Besitzungen in Indien endete, verlor das Fort an Bedeutung, wurde schließlich aufgegeben und verfiel in Trümmer.